# نادژدا زاخارووا
نادژدا زاخارووا (انگلیسی: Nadezhda Zakharova؛ زادهٔ ۹ فوریهٔ ۱۹۴۵) بازیکن بسکتبال اهل اتحاد جماهیر شوروی سوسیالیستی بود.